# KNVB Beker 2002/03 (vrouwen)
De 23ste editie van de KNVB Beker voor vrouwen werd gewonnen door WFC die in de finale SV Saestum versloegen. Voor WFC is het de derde keer dat de beker veroverd werd.

## Finale
| Thuis | Uitslag | Uit        |
| ----- | ------- | ---------- |
| WFC   | 3-2     | SV Saestum |

1980/81 · 1981/82 · 1982/83 · 1983/84 · 1984/85 · 1985/86 · 1986/87 · 1987/88 · 1988/89 · 1989/90 · 
1990/91 · 1991/92 · 1992/93 · 1993/94 · 1994/95 · 1995/96 · 1996/97 · 1997/98 · 1998/99 · 1999/00 · 
2000/01 · 2001/02 · 2002/03 · 2003/04 · 2004/05 · 2005/06 · 2006/07 · 2007/08 · 2008/09 · 2009/10 · 
2010/11 · 2011/12 · 2012/13 · 2013/14 · 2014/15 · 2015/16 · 2016/17 · 2017/18 · 2018/19 · 2019/20 ·
2020/21 · 2021/22 · 2022/23 · 2023/24 · 2024/25